# فيداس سيكاس (رواية)
فيداس سيكاس (بالبرتغالية: VidasSecas‏)(وترجمتها الحرفية "الحيوات الجافة")هي رواية كتبها الكاتب البرازيلي غراسيليانو راموس عام 1938 من القرن العشرين وترجمت إلى الإنجليزية باسم بارين لايفس (Barren Lives). وتروى القصة الحياة اليومية لعائلة مكونة من خمسة أفراد : فابيانوا وهو اللأب، سينها فيتوريا، وهي الأم وابنيهما (أشير إليهم بالصبية ) وكلبهم باليا (الحوت بالبرتغالية) يعيشون في منطقة شمال شرق البرازيل المنكوبة والجافة. من الخصائص المميزة للكتاب أنه مكتوب بطريقة دورية، مما يجعل من الممكن قراءة الفصل الأول كمتابعة للفصل الأخير، مما يعكس دورة الفقر والخراب في مدينة سيرتاو. ويوجد أيضًا سمة مميزة أخرى هي أن الكلب باليا يعتبر الشخصية الأكثر حساسية وإنسانية. وغالبًا ما تعد هذه الرواية من أكثر الأعمال أهمية في الأدب البرازيلي، مع نمط جاف ومختصر في الكتابة.

### غير خيالية
- Michael H. Glantz; Currents of Change : El Niño's Impact on Climate and Society; published 1996 by Cambridge University Press. (ردمك 0-521-57659-8)
- Michael H. Glantz (editor); Drought Follows The Plow: Cultivating Marginal Areas; published 1994 by Cambridge University Press. (ردمك 0-521-44252-4)
- Fagan, Brian; Floods, Famines, and Emperors: El Niño and the Fate of Civilizations; published 2000 by Basic Books. (ردمك 0-465-01121-7)
- Nicholas G. Arons; Waiting for Rain: The Politics and Poetry of Drought in Northeast Brazil; published 2004 by University of Arizona Press. (ردمك 0-8165-2433-5)

### خيالية
- Graciliano Ramos, Vidas Secas ("Barren Lives"), novel